# 中间鹅观草
中间鹅观草（学名：Roegneria sinica var. media）为禾本科鹅观草属下的一个变种。